# Lipiec 2021

## 28 lipca
- Pedro Castillo został zaprzysiężony na prezydenta Peru[1].
- Teresa Stanek została p.o. prezesa Zarządu Głównego Światowego Związku Żołnierzy Armii Krajowej (ŚZŻAK)[2].

## 27 lipca
- Mary Simon objęła urząd gubernatora generalnego Kanady[3].

## 23 lipca
- Marcin Wiącek złożył ślubowanie przed Sejmem i objął urząd Rzecznika Praw Obywatelskich na pięcioletnią kadencję, kończąc tym samym ponad 10-miesięczny spór w sprawie wyłonienia nowego RPO[4].
- Cesarz Japonii Naruhito oficjalnie otworzył XXXII Letnie Igrzyska Olimpijskie[5].

## 18 lipca
- Słoweniec Tadej Pogačar (UAE Team Emirates) zwyciężył w kolarskim wyścigu wieloetapowym Tour de France[6].
- Pandemia COVID-19: Według stanu na 18 lipca liczba potwierdzonych zachorowań na całym świecie przekroczyła 191 milionów osób, zaś liczba zgonów to ponad 4,1 miliona[7].

## 14 lipca
- W wyniku powodzi spowodowanych rekordowymi deszczami, które w dniach 14–15 lipca nawiedziły kraje zachodniej Europy, w tym: Niemcy, Belgię, Holandię, Luksemburg i Francję zginęło ponad 100 osób, a ponad 1.300 uznano za zaginione[8][9].

## 12 lipca
- Pożar na oddziale izolacyjnym COVID-19 w An-Nasirijja w Iraku. W pożarze zginęły co najmniej 64 osoby[10].
- W Indiach ponad 53 osoby zginęły w wyniku uderzeń piorunów w indyjskich stanach Radżastan, Uttar Pradesh i Madhya Pradesh; w jednym uderzeniu zginęło 16 osób w Amber Fort Amber w Jaipurze[11].
- Zamieszki i grabieże w różnych częściach RPA po uwięzieniu byłego prezydenta RPA Jacoba Zumy. W wyniku zamieszek zginęło 10 osób, a ponad 490 zostało zatrzymanych. W telewizyjnym przemówieniu do narodu prezydent Cyril Ramaphosa obiecał, że policja i armia „przywrócą porządek”[12].
- Wojna w Afganistanie: Generał Austin Scott Miller formalnie zrzekł się kontroli nad siłami USA w Afganistanie. Zastąpił go generał piechoty morskiej Frank McKenzie[13].
- Minister spraw wewnętrznych Wielkiej Brytanii Priti Patel ogłosiła, że amerykańska neonazistowska grupa The Base została uznana za organizację terrorystyczną[14].
- Protestujący i kubańscy wygnańcy gromadzili się w Tampie na Florydzie, aby nawoływać do wolności i demokracji na Kubie. Na południowej Florydzie protestujący zbierali się w kubańskiej restauracji Cafe Versailles w Miami, aby zorganizować wiec „wolności”[15].
- Nepalski Sąd Najwyższy oświadczył, że rozwiązanie parlamentu federalnego Nepalu przez premiera KP Sharma Oliego w maju 2021 roku było niezgodne z konstytucją, przywracając parlament i znosząc obowiązki Oliego. Sąd Najwyższy desygnował również lidera opozycji Shera Bahadura Deubę na nowego premiera[16].

## 11 lipca
- Katastrofa drogowa w Turcji.  Minibus przewożący nielegalnych imigrantów z Afganistanu, Pakistanu i Bangladeszu rozbił się i zapalił w Muradiye w prowincji Wan w Turcji. W katastrofie zginęło 12 osób, a 26 innych zostało rannych[17].
- Wojna w Afganistanie: Australijski minister obrony Peter Dutton powiedział, że jego kraj zakończył swoje zaangażowanie wojskowe w Afganistanie[18].
- Podejrzani o zabójstwo prezydenta Haiti Jovenela Moïse'a stwierdzili, że ich zamiarem było aresztowanie, a nie zabicie Moïse'a. Dwóch podejrzanych pochodzenia haitańskiego powiedziało, że pracowali jako tłumacze dla podejrzanych z Kolumbii i że mieli nakaz aresztowania Moïse'a, ale gdy przybyli, znaleźli go martwego[19].
- Przyspieszone wybory parlamentarne w Bułgarii. Bułgaria przeprowadziła kolejne wybory po tym, jak trzy największe partie nie utworzyły koalicyjnego rządu po kwietniowych wyborach[20]. Sondaże exit polls nie pokazują wyraźnego zwycięzcy, a nowo utworzona populistyczna partia Jest Taki Lud minimalnie pokonała GERB, partię poprzedniego premiera Bojko Borisowa, o 0,2%[21].
- Przedterminowe wybory parlamentarne w Mołdawii[22]. Wyniki po podliczeniu ponad 99% głosów wskazują, że zwyciężyła prounijna Partia Akcji i Solidarności, z którą prezydent Maia Sandu jest blisko związana, zdobywając 52,80% głosów[23].
- Tysiące Kubańczyków, w większości młodych, uczestniczyło w antyrządowym proteście w San Antonio de los Baños, aby zaprotestować przeciwko rosnącym niedoborom żywności i leków spowodowanym pandemią COVID-19. Setki Kubańczyków w Miami na Florydzie w Stanach Zjednoczonych zorganizowali protesty solidarnościowe, gdy burmistrz Francis X. Suarez wezwał na konferencji prasowej do międzynarodowej interwencji przeciwko rządowi kubańskiemu[24].
- Zakończyły się rozgrywane w 11 miastach i w 10 państwach Mistrzostwa Europy w Piłce Nożnej 2020. W finale po rzutach karnych reprezentacja Włoch pokonała reprezentację Anglii[25].
- Australijka Ashleigh Barty i Serb Novak Đoković zwyciężyli w turniejach gry pojedynczej podczas wielkoszlemowego turnieju tenisowego Wimbledon[26][27].
- Brytyjski miliarder Richard Branson podróżował w kosmosie na pokładzie VSS Unity, samolotu kosmicznego będącego własnością firmy lotniczej Virgin Galactic. Będąc w wieku 70 lat był drugą najstarszą osobą podróżującą w kosmosie[28].

## 10 lipca
- Wojna w Somalii (od 2009): Samobójczy zamach bombowy w Mogadiszu, w wyniku którego zginęło pięć osób, rannych zostało dziewięć innych. Celem ataku był szef policji Mogadiszu, który przeżył. Do przeprowadzenia ataku przyznała się organizacja terrorystyczna Asz-Szabab[29].
- Trzęsienie ziemi o magnitudzie 5,9 w Tadżykistanie. Epicentrum znajdowało się 27 km na wschód od Rasht w Tadżykistanie. Zginęło co najmniej pięć osób, zniszczonych zostało co najmniej 20 domów. Wstrząsy odczuwalne były także w stolicy, Duszanbe, około 165 km na południowy zachód od epicentrum[30].
- Czterodniowa strzelanina między siłami bezpieczeństwa a uzbrojonymi gangami na ulicach Caracas w Wenezueli zakończyła się śmiercią ponad 26 osób i ranami 40 innych. Władze stwierdziły, że starcia są pod kontrolą, ale na ulicach może być jeszcze wielu snajperów. Zabitych zidentyfikowano jako 22 członków gangu i czterech policjantów, ale w starciach zginęła również pewna liczba cywilów[31].
- Policja w Bangladeszu aresztowała osiem osób, w tym właściciela firmy, w związku z pożarem, w którym zginęło co najmniej 52 osoby. Policja stwierdziła, że w budynku były zamknięte wyjścia ewakuacyjne[32].
- W Berlinie i innych miastach dochodziło do protestów zorganizowanych przez wygnaną aktywistkę Organizacji Bojowników Ludowych Iranu Marjam Radżawi przeciwko niedawnemu wyborowi Ebrahima Ra’isiego na prezydenta Iranu. Do protestów dołączyli były sekretarz stanu USA Mike Pompeo i premier Słowenii Janez Janša[33].
- Dwa pomniki generałów Konfederacji, Roberta E. Lee i Stonewalla Jacksona, zostały usunięte z centrum Charlottesville w stanie Wirginia, cztery lata po zamieszkach, które miały miejsce w mieście[34]. Z kolei po krótkim posiedzeniu rady i głosowaniu z centrum Charlottesville usunięto również rzeźbę Meriwether Lewisa i Williama Clarka oraz rzeźbę George’a Rogersa Clarka[35].

## 8 lipca
- Pożar fabryki przetwórstwa spożywczego w Rupganj, Narayanganj, w prowincji Dhaka, Bangladesz. W pożarze fabryki zginęły co najmniej 52 osoby, a około 30 zostało rannych[36].
- Wojna w Afganistanie:

- Prezydent Joe Biden ogłosił, że Stany Zjednoczone zakończą swoją misję wojskową w Afganistanie do 31 sierpnia 2021 roku. Sekretarz prasowy Białego Domu Jen Psaki powiedziała, że administracja Bidena ewakuuje również afgańskich tłumaczy z kraju.
- Rzecznik Talibów Mohammad Suhail Shaheen stwierdził, że organizacja nie planuje ataku na granicę afgańsko-tadżycką.
- Starcia bojowników talibskich z siłami rządowymi w mieście Kala-je Nau w prowincji Badghis. W starciach zginęło 69 bojowników talibskich, a 23 zostało rannych.

- Trzech zabójców prezydenta Haiti Jovenela Moïse, który zginął 7 lipca 2021 roku, zostało zastrzelonych podczas strzelaniny z policją w Port-au-Prince. 17 innych zostało aresztowanych, a kolejnych sześciu uciekło. Napastników zidentyfikowano jako 26 kolumbijskich najemników i dwóch Amerykanów-Haitańczyków[41].
- Kryzys konstytucyjny na Samoa: Partia Faatuatua i le Atua Samoa ua Tasi zwróciła się do Sądu Najwyższego o uznanie zaimprowizowanego zaprzysiężenia nowo wybranych urzędników, ponieważ według liderki partii Naomi Mataʻafy wszystkie inne lokale zostały zablokowane, gdy jej partia została wykluczona z parlamentu. Sąd Najwyższy wcześniej odrzucił podobną prośbę, jednak rozpatrzył sprawę[42].
- Trzęsienie ziemi o magnitudzie 5,9 na zachodzie Stanów Zjednoczonych.  Trzęsienie ziemi miało miejsce na południe od jeziora Tahoe, w pobliżu granicy stanowej Kalifornia-Nevada, wywołując serię silnych wstrząsów wtórnych. Choć spowodowało minimalne szkody, jest to największe trzęsienie, które nawiedziło ten region od prawie 25 lat[43].

## 7 lipca
- Wojna w Afganistanie: Talibscy powstańcy wkroczyli do Kala-je Nau, stolicy prowincji Badghis, gdzie donoszono, że ciężkie walki przesuwają się „w kierunku centrum miasta”. Wszyscy urzędnicy rządowi w mieście zostali przeniesieni do pobliskiej bazy wojskowej. Z kolei Talibowie uwolnili około 400 więźniów z miejskiego więzienia[44].
- Siły Zbrojne Stanów Zjednoczonych doniosły, że dwóch pracowników zostało rannych w atakach rakietowych na bazę lotniczą Al Asad w Iraku, w której znajdują się oddziały amerykańskie[45].
- Prezydent Haiti Jovenel Moïse został zamordowany przez grupę napastników w swojej prywatnej rezydencji w Pétionville. Jego żona, pierwsza dama Martine Moïse, również została postrzelona i ciężko ranna[46][47].
- Centerra Gold wniosła dodatkowe roszczenia przeciwko rządowi kirgiskiemu i wystąpiła z roszczeniami przeciwko państwowej spółce Kyrgizaltyn JSC w odpowiedzi na zajęcie kopalni złota Kumtor w Kirgistanie[48].
- Zgromadzenie Republiki Kosowa przegłosowało 89–0 za rezolucją oficjalnie potępiającą masakrę w Srebrenicy i ustanawiającą święto upamiętniające jej ofiary. Serbska partia Serbska Lista zbojkotowała głosowanie[49].
- Premier Indii Narendra Modi odwołał 12 ministrów, w tym ministra zdrowia Harsha Vardhana, w następstwie ostrej krytyki jego postępowania z pandemią COVID-19. Ravi Shankar Prasad, który zajmował wiele równoczesnych stanowisk jako minister prawa, informatyki i komunikacji, również zrezygnował z urzędu[50].
- Premier Szwecji, Stefan Löfven, został ponownie wybrany, by pozostać u władzy po tym, jak w zeszłym miesiącu przegrał wotum nieufności[51].
- Isaac Herzog został zaprzysiężony na prezydenta Izraela podczas ceremonii w Knesecie, gdzie złożył przysięgę, używając tej samej 107–letniej Biblii, której używał jego ojciec Chaim Herzog, gdy objął prezydenturę w 1983 roku[52].

## 6 lipca
- Katastrofa lotnicza na półwyspie Kamczatka na południowym wschodzie Rosji.  Turbośmigłowy samolot pasażerski Antonow An-26 rozbił się na linii brzegowej Morza Ochockiego na półwyspie Kamczatka w pobliżu miasta Pałana, miasta położonego w północno-zachodniej części Kamczatki, podczas podchodzenia do lądowania w warunkach słabej widoczności.  Zginęło 28 osób, wszystkie znajdujące się na pokładzie. Samolot należący do linii lotniczych Kamchatka Aviation Enterprise leciał z Pietropawłowska Kamczackiego, stolicy regionu, do Pałany. Na pokładzie samolotu znajdowało się 22 pasażerów i sześciu członków załogi[53].
- Pandemia COVID-19: Według stanu na 6 lipca liczba potwierdzonych zachorowań na całym świecie przekroczyła 185 milionów osób, zaś liczba zgonów to ponad 4 miliony[54].
- Wojna w Afganistanie: Prezydent Tadżykistanu Emomali Rahmon nakazał mobilizację 20 tys. rezerwistów w celu zabezpieczenia granicy z Afganistanem w odpowiedzi na niedawne postępy Talibów[55]. Z kolei Pentagon stwierdził, że 90% amerykańskich żołnierzy zostało wycofanych z Afganistanu[56].
- Ministrowie spraw zagranicznych Wielkiej Brytanii, Francji i Niemiec potępili Iran za planowanie wzbogacania uranu do 20%, co jest sprzeczne z porozumieniem nuklearnym z 2015 roku, z którego Stany Zjednoczone wycofały się w 2018 roku po ujawnieniu informacji przez Międzynarodową Agencję Energii Atomowej[57].
- W Hongkongu dziewięć osób w wieku od 15 do 39 lat zostało aresztowanych podczas operacji policyjnej i oskarżonych o budowanie bomb i planowanie ataków na miejskie sądy, sieci transportowe i ulice. Policja poinformowała, że przejęła materiały wybuchowe i stwierdziła, że pokój hotelowy był wykorzystywany jako laboratorium do budowy bomb. Motyw planowanych ataków nie jest znany[58].
- Premier Kanady Justin Trudeau ogłosił, że przywódczyni Inuitów Mary Simon została mianowana 30. gubernatorem generalnym Kanady.  Mary Simon jest pierwszym rdzennym mieszkańcem Kanady, który przyjął tę funkcję. Simon zastąpi Sędziego Najwyższego Richarda Wagnera, który pełnił funkcję administratora od czasu dymisji byłej gubernatora generalnego Julie Payette w styczniu 2021 roku[59].

## 5 lipca
- Wojna w Afganistanie: Afgański doradca prezydenta Hamdullah Mohib stwierdził, że po zajęciu przez Talibów sześciu dystryktów w prowincji Badachszan na północy nastąpi kontrofensywa przeciwko organizacji. W niedzielę 4 lipca co najmniej 1.037 żołnierzy afgańskich opuściło swoje pozycje i uciekło do Tadżykistanu[60].
- W wybuchu i pożarze w fabryce w Bangkoku w Tajlandii zginęła co najmniej jedna osoba, a 29 innych zostało rannych. Tysiące mieszkańców zostało ewakuowanych[61].
- Napastnicy uprowadzili około 150 uczniów, rodzica i administratora szkoły z internatem w Chikun w stanie Kaduna w Nigerii. Armia uratowała co najmniej 26 osób[62].
- Indonezyjska policja stwierdziła, że straty spowodowane podpaleniem, które miało miejsce 29 czerwca 2021 roku w Elelim, stolicy Regencji Yalimo w Papui, oszacowano na 324 miliardy rupii (22,5 miliona dolarów). W pożarze spłonęły 34 biura, 126 sklepów, 115 motocykli i 4 samochody.  Po pożarze 1.137 osób zostało wysiedlonych. Podpalenia dokonano niedługo po postanowieniu sądu o zarządzeniu ponownego głosowania bez udziału jednego z kandydatów na regenta[63].

## 4 lipca
- Katastrofa lotnicza na Filipinach. Samolot transportowy C-130 filipińskich sił powietrznych przewożący 92 pasażerów rozbił się w pobliskim mieście Patikul podczas próby lądowania na lotnisku w Jolo, Sulu. W katastrofie zginęło 50 osób, a 49 innych zostało rannych. Wśród zabitych jest również trzech cywilów; czterech innych zostało rannych[64].
- Burza tropikalna Elsa przeszła przez Karaiby, obalając drzewa i zrywając dachy oraz zabijając dwie osoby na Dominikanie i jedną w Saint Lucia[65].
- Ogromny pożar rozprzestrzenił się w Limassol na Cyprze, zabijając cztery osoby i zmuszając do ewakuacji kilka wiosek. Pożar określony został jako najgorszy w historii kraju[66].
- W Japonii, po osunięciu ziemi w mieście Atami 23 osoby zostały uratowane ze zrujnowanych domów. Dwie kolejne osoby odnalezione zostały martwe, co zwiększyło liczbę ofiar śmiertelnych do czterech[67].
- Czterech malijskich żołnierzy zginęło w zasadzce podczas patrolu. Żadna grupa nie wzięła odpowiedzialności za atak, który nastąpił po wznowieniu przez Francję wspólnych ćwiczeń wojskowych z członkami malijskich sił zbrojnych, zawieszonych po tegorocznym zamachu stanu pod dowództwem pułkownika Assimiego Goity[68].
- Wojna w Afganistanie:

- Talibowie z dnia na dzień przejęli kontrolę nad kilkoma kolejnymi dystryktami, gdy wojska afgańskie opuściły swoje posterunki i uciekły do sąsiedniego Tadżykistanu przez prowincję Badachszan. Państwowy Komitet Bezpieczeństwa Narodowego Tadżykistanu doniósł, że ponad 300 afgańskich żołnierzy przekroczyło granicę tadżycką. Z kolei rzecznik Talibów Zabiullah Mudżahid potwierdził, że większość terytorium została zdobyta bez walki.
- Rzecznik Talibów Suhail Shaheen ostrzegł, że wszystkie zagraniczne wojska muszą opuścić Afganistan przed terminem NATO 11 września 2021 roku, w związku z doniesieniami, że wojsko USA planuje zostawić tysiąc żołnierzy w Kabulu w celu ochrony zarówno swojej ambasady, jak i międzynarodowego lotniska Hamida Karzaja.

- Partia Zjednoczenie Narodowe ponownie wybrała Marine Le Pen, aby wzmocnić jej kandydaturę do francuskich wyborów prezydenckich w 2022 roku, po tym, jak partia wypadła słabo w wyborach regionalnych[71].
- Chilijska Konwencja Konstytucyjna została zainaugurowana w Santiago, a przedstawicielka Mapucze Elisa Loncón została wybrana na Przewodniczącą Konwentu[72].
- Setki ludzi zgromadziło się w Ramallah, aby demonstrować przeciwko prezydentowi Autonomii Palestyńskiej Mahmudowi Abbasowi w ramach ruchu protestacyjnego wywołanego śmiercią działacza politycznego Nizara Banata[73].

## 3 lipca
- Katastrofa statku z migrantami na Morzu Śródziemnym.  Wskutek katastrofy statku zginęło co najmniej 43 migrantów. Według Czerwonego Półksiężyca 84 inne osoby zostały uratowane. Łódź wypłynęła z Zuwary w Libii i przewoziła migrantów z Egiptu, Sudanu, Erytrei i Bangladeszu[74].
- Lawiny błotne w Japonii uszkodziły dziesiątki domów w mieście Atami w prefekturze Shizuoka. Dwie osoby zginęły, a co najmniej 20 innych uznano za zaginione. W rejon katastrofy skierowane zostało wojsko. Premier Yoshihide Suga powołał zespół zadaniowy do sytuacji awaryjnych[75].
- Izraelski statek towarowy płynący w kierunku Zjednoczonych Emiratów Arabskich na północnym Oceanie Indyjskim został trafiony przez „nieznaną broń” i uszkodzony. Nikt nie przyznał się do odpowiedzialności za atak, lecz obwiniono Iran[76].
- Huragan Elsa zmienił się w burzę tropikalną i skierował się w stronę Dominikany i Haiti, a następnie Kuby, Kajmanów, Jamajki i amerykańskiego stanu Floryda. Spodziewane były ulewne deszcze i silny wiatr[77].
- Argentyńskie linie lotnicze Aerolíneas Argentinas i tanie linie lotnicze Flybondi wznowiły loty krajowe w Argentynie po 15–miesięcznym zawieszeniu z powodu ograniczeń COVID-19. Pierwsze loty odbywały się między Córdobą a południowym miastem Bariloche oraz z Córdoby i Rosario do San Martín de los Andes[78].
- Sąd Stolicy Apostolskiej oskarżył 10 osób, w tym kardynała Giovanniego Angelo Becciu, o defraudację, pranie brudnych pieniędzy, oszustwo, wymuszenia i nadużycie urzędu. Papież Franciszek osobiście zatwierdził akty oskarżenia[79].

## 2 lipca
- Wojna w Afganistanie:

- Wojska amerykańskie całkowicie opuściły lotnisko i bazę lotniczą Bagram, przekazując je afgańskim siłom zbrojnym, ponieważ koalicja, w tym USA, przygotowuje się do opuszczenia Afganistanu po 20 latach obecności w tym kraju. W międzyczasie trwały walki między Talibami a siłami rządowymi; analitycy twierdzili, że Talibowie są „u drzwi Kabulu”. Następnie lotnisko Bagram zostało splądrowane przez miejscowych po nagłym wycofaniu się Amerykanów z bazy lotniczej, które odbyło się bez żadnej koordynacji z lokalnymi urzędnikami. Wojska afgańskie oczyściły bazę z szabrowników i zapewniły sobie nad nią kontrolę.
- Rzecznik Pentagonu, John Kirby, ogłosił, że sekretarz obrony USA Lloyd Austin zatwierdził nowe dowództwo nadzorujące oddziały, które pozostaną w kraju, aby chronić dyplomatów w ambasadzie USA w Kabulu. Misją pokieruje kontradmirał Peter Vasely.

- Litwa ogłosiła stan wyjątkowy w związku ze wzrostem liczby nielegalnych migrantów przedostających się do kraju z sąsiedniej Białorusi. Rząd Litwy oskarżył prezydenta Białorusi Aleksandra Łukaszenkę o celowe próby destabilizacji kraju poprzez zachęcanie i zezwalanie na przekraczanie granicy uchodźcom, głównie Syryjczykom[83].
- Białoruś zamknęła swoją granicę z Ukrainą po tym, jak prezydent Aleksander Łukaszenko stwierdził, że do kraju przemycano broń w celu obalenia jego reżimu przez „zewnętrzne mocarstwa”, mówiąc, że „przekroczyli granicę. Nie możemy im wybaczyć”. Ukraina zaprzeczyła twierdzeniom Łukaszenki i stwierdziła, że zamknięcie granicy spowodowałoby „cierpienie” jej mieszkańców[84].
- Potężny pożar wybuchł w podmorskim gazociągu, który łączy się z polem naftowym Ku-Maloob-Zaap u wybrzeży Półwyspu Jukatan. Pożar trwał pięć godzin, zanim został powstrzymany. Meksykańska państwowa firma naftowa Pemex, która jest odpowiedzialna za operacje na polu naftowym, zleciła dochodzenie w sprawie przyczyny pożaru[85].

## 1 lipca
- Rdzenni protestujący zniszczyli pomnik królowej Wiktorii w Winnipeg w Manitobie w Kanadzie w wyniku narastających protestów wokół masowych grobów rdzennych dzieci odkrytych w dawnych szkołach mieszkaniowych Indian Kanady. W pobliżu przewrócony został również mniejszy posąg królowej Elżbiety II[86].
- Prezydent Nayib Bukele zażądał podwyżki płacy minimalnej o 20% z powodu biednych Salwadorczyków cierpiących z powodu „ataku globalnej inflacji”. Bukele zamówił również więcej kartek żywnościowych w celu zwalczania głodu podczas trwającej pandemii COVID-19. W kraju doszło niedawno do zmian w rządzie, co postawiło pod znakiem zapytania negocjacje w sprawie potencjalnego programu finansowania w wysokości 1 miliarda dolarów z Międzynarodowego Funduszu Walutowego[87].
- Uganda nałożyła nową stawkę podatku za korzystanie z internetu, ponieważ rząd wcześniej nałożył 12% podatek akcyzowy na dane mobilne. Prezydent Yoweri Museveni bronił podatku, mówiąc, że użytkownicy mediów społecznościowych „bez końca przekazują pieniądze zagranicznym firmom telefonicznym poprzez czatowanie lub nawet kłamiąc” i określił korzystanie z mediów społecznościowych jako „luksus”. Ta propozycja podatkowa, która weszła w życie natychmiast, wywołała protesty w 2018 i 2019 roku[88].
- Agencje ONZ donosiły, że z powodu braku bezpieczeństwa żywnościowego, które dotknęło około miliona ludzi na Madagaskarze, ludność żyje, jedząc popiół zmieszany z tamaryndem i skórą obuwia. Stany Zjednoczone i Korea Południowa zobowiązały się do pomocy gospodarczej Madagaskarowi[89].
- Wioska Lytton w Kolumbii Brytyjskiej została ewakuowana po tym, jak pożar zniszczył 90% wioski podczas bezprecedensowej fali upałów spowodowanej rzadkim zdarzeniem zwanym „kopułą upałów”, która wystąpiła nad północno-zachodnim Pacyfikiem i zachodnią Kanadą. We wsi odnotowano najwyższą w historii temperaturę w Kanadzie, wynoszącą 49,6 °C (121,3 °F)[90].
- Filipiński Instytut Wulkanologii i Sejsmologii (PHIVOLCS) podniósł stan alarmowy wulkanu Taal do poziomu 3 po tym, jak wulkan wyemitował wysoki na 1 km pióropusz popiołu, zmuszając władze w prowincjach Batangas i Cavite do ewakuacji tysięcy ludzi[91].
- Rwanda zalegalizowała medyczne użycie marihuany. Jednak rekreacyjne używanie konopi pozostaje nielegalne[92].
- Światowa Organizacja Meteorologiczna ONZ potwierdziła, że na Antarktydzie w bazie Esperanza odnotowano rekordowo wysoką temperaturę 18,3 °C (64,9 °F)[93].
- Podczas mityngu Bislett Games w Oslo Norweg Karsten Warholm ustanowił rekordy świata w biegu na 400 metrów przez płotki (46,70)[94].